# Michael O’Shea (Schauspieler)
Michael O’Shea (* 17. März 1906 in Hartford, Connecticut; † 4. Dezember 1973 in Dallas, Texas) war ein US-amerikanischer Schauspieler.

## Leben und Karriere
Michael O’Sheas Vater wollte ursprünglich, dass er wie alle seine fünf Brüder ein Polizist wird, doch er verließ die Schule bereits mit zwölf Jahren. Er war unter anderem Tabakpflanzer und Zeitungsjunge, ehe er seinen Weg ins Showgeschäft fand. Als Jugendlicher fungierte er als Assistent des Boxers Jack Johnson in einem Vaudeville-Akt, später trat er in der Prohibitionszeit als Komiker in Speakeasys auf. Er führte zeitweise seine eigene Tanzgruppe Michael O'Shea and His Stationary Gypsies. In den 1930er-Jahren etablierte er sich als Schauspieler in Theaterstücken und Radioproduktionen. Seine Hauptrolle eines Soldaten in dem Broadway-Stück The Eve of St. Mark brachte ihm 1942 gute Kritiken ein, woraufhin auch Hollywood auf ihn aufmerksam wurde.
Gleich in seinen ersten beiden Filmen fungierte O’Shea als Hauptdarsteller von A-Filmproduktionen: Zunächst an der Seite von Barbara Stanwyck in der Rolle eines Komikers in Lady of Burlesque, dann als Schriftsteller Jack London in der gleichnamigen Filmbiografie. In Hollywood herrschte zu diesem Zeitpunkt eine Knappheit an männlichen Hauptdarstellern vor, da viele von diesen sich im Rahmen des Zweiten Weltkrieges im Militärdienst befanden, und so erhielt er schnell sehr gute Angebote. 1944 wirkte er auch an der Verfilmung von The Eve of St. Mark mit. Allerdings musste er sich bereits ab Ende der 1940er-Jahre zumeist mit Nebenrollen begnügen, so etwa als Sergeant in Samuel Fullers Kriegsfilm Der letzte Angriff (1951) und als Manager einer von Judy Holliday gespielten Prominenten in Die unglaubliche Geschichte der Gladys Glover (1954) – dieser wurde auch sein letzter Kinofilm. O’Shea bevorzugte allerdings sowieso eher die Theaterarbeit und spielte weiterhin in vielen Bühnenstücken. Ebenfalls spielte er die Hauptrolle eines Weltkriegsveterans in der Sitcom It's a Great Life, die von 1954 bis 1956 gedreht wurde.
Ab den 1960er-Jahren war der Schauspieler auch Detective bei der Polizei im kalifornischen Ventura und half als Geheimagent dabei, einen Ring von Glücksspielbetrügern auffliegen zu lassen. Aus seiner ersten Ehe hatte er zwei Kinder. In zweiter Ehe war O’Shea von 1947 bis zu seinem Tod mit der Schauspielerin Virginia Mayo verheiratet, sie hatten eine Tochter. Er starb im Dezember 1973 im Alter von 67 Jahren an einem Herzinfarkt.

## Filmografie (Auswahl)
- 1943: Lady of Burlesque
- 1943: Jack London
- 1944: The Eve of St. Mark
- 1944: Something for the Boys
- 1947: Violence
- 1947: Uncas, der Letzte seines Stammes (Last of the Redmen)
- 1948: Parole, Inc.
- 1949: Die Todeskurve (The Big Wheel)
- 1949: The Threat
- 1950: Käpt’n China (Captain China)
- 1950: Der Gangsterboß von Rocket City (The Underworld Story)
- 1951: Der letzte Angriff (Fixed Bayonets!)
- 1951: The Model and the Marriage Broker
- 1954: Die unglaubliche Geschichte der Gladys Glover (It Should Happen to You)
- 1954–1956: It’s a Great Life (Fernsehserie, 76 Folgen)
- 1967: Daktari (Fernsehserie, Folge Judy and the Gorilla)
- 1971: Adam-12 (Fernsehserie, Folge Log 125: A Safe Job)